# 藤原宇比良古
藤原 宇比良古（ふじわら の おひらこ/うひらこ、生年不詳 - 天平宝字6年6月23日（762年7月18日））は、奈良時代の女官。袁比良・袁比良女・袁比良売とも記される。藤原北家の祖・贈太政大臣藤原房前の娘。太師・藤原仲麻呂の室。

## 生涯
藤原仲麻呂の妻となり、真従・真先・訓儒麻呂・朝狩（新田部親王の娘・陽侯女王の子との説もある）・真文・児従の生母となった。
天平21年（749年）4月1日、大仏建立の功により、従五位上から正五位下に叙せられる。正倉院中倉献物牌に「藤原朝臣袁比良売献遮那仏」とある。同年、改元された天平勝宝元年（749年）9月13日、さらに従四位下に叙せられ、天平宝字4年（760年）正月5日、藤原仲麻呂第への孝謙天皇の行幸の際に、従三位から正三位に昇叙される。同年12月の勅により、職掌の重い尚侍と尚蔵兼の封戸・位田・資人を男性官人と同じく全給にすることにしたのは、仲麻呂の室である宇比良古がその職にあったためと推測できる。
以上のように、聖武・孝謙・淳仁の3代にわたって女官として仲麻呂を支えるが、尚蔵兼尚侍・正三位の時、現役のまま、天平宝字6年（762年）に没してしまう。朝廷は絁100疋・麻布100端・鉄100挺を贈り弔った。これらの賻物は喪葬令5条「職事官条」によると、正三位は絁22疋、布88端、鉄6連（60廷）のはずであるのだが、最高額の太政大臣を凌駕しており、同年10月に死去した県犬養広刀自同様、同条の別勅賜物の規定により、「別勅で賜う物はこの令には拘わらない」が適用されて賜与されたものと推定される。
彼女の死は仲麻呂政権の衰退の原因のひとつとも言われ、宇比良古の死から2年後、仲麻呂の一族は滅亡することになる。

## 官歴
『続日本紀』による。
- 時期不詳：従五位上
- 天平21年（749年）4月1日：正五位下。天平勝宝元年9月13日：従四位下
- 時期不詳：従三位
- 天平宝字4年（760年）正月5日：（正三位）
- 時期不詳：尚蔵・尚侍
- 天平宝字6年（762年）6月23日：薨去